# Sumiton
 Sumiton és una població dels Estats Units a l'estat d'Alabama. Segons el cens del 2000 tenia 2.665 habitants.

## Demografia
Segons el cens del 2000, Sumiton tenia 2.665 habitants, 1.096 habitatges, i 780 famílies La densitat de població era de 194,9 habitants/km².
Dels 1.096 habitatges en un 28% hi vivien nens de menys de 18 anys, en un 54,2% hi vivien parelles casades, en un 13% dones solteres, i en un 28,8% no eren unitats familiars. En el 27,1% dels habitatges hi vivien persones soles el 12,2% de les quals corresponia a persones de 65 anys o més que vivien soles. El nombre mitjà de persones vivint en cada habitatge era de 2,39 i el nombre mitjà de persones que vivien en cada família era de 2,89.
Per edats la població es repartia de la següent manera: un 21,4% tenia menys de 18 anys, un 9,3% entre 18 i 24, un 25,8% entre 25 i 44, un 27,7% de 45 a 60 i un 15,8% 65 anys o més.
L'edat mitjana era de 40 anys. Per cada 100 dones hi havia 91,5 homes. Per cada 100 dones de 18 o més anys hi havia 90,4 homes.
La renda mitjana per habitatge era de 81.364 $ i la renda mitjana per família de 36.086 $. Els homes tenien una renda mitjana de 36.979 $ mentre que les dones 26.250 $. La renda per capita de la població era de 15.032 $. Aproximadament el 15,5% de les famílies i el 17% de la població estaven per davall del llindar de pobresa.

## Poblacions properes
El següent diagrama mostra les poblacions més properes.